# Justine Lupe
Justine Lupe-Schomp (Denver, Colorado; 31 de mayo de 1989), también conocida como Justine Lupe, es una actriz estadounidense de cine y televisión. Es más conocida por su rol en el drama legal Harry's Law, de NBC, y por coprotagonizar la sitcom Cristela.

## Vida personal
Lupe creció en Denver, Colorado. Se graduó en el programa de teatro de la Denver School of the Arts en 2007 y en 2011 se graduó de la Juilliard School, en la Ciudad de Nueva York. Su abuela, Kay Schomp, tiene un teatro que lleva su nombre en Denver School of the Arts.  Su padre, John Lupe, es un especialista en exhibición en el Denver Art Museum.

## Filmografía
| Cine       | Cine                      | Cine                               | Cine                                                                 |
| Año        | Título                    | Rol                                | Notas                                                                |
| ---------- | ------------------------- | ---------------------------------- | -------------------------------------------------------------------- |
| 2011       | Three Forms of Insomnia   | Monica                             | Kickstarter                                                          |
| 2011       | Ex-Girlfriends            | Lisa                               |                                                                      |
| 2012       | Not Fade Away             | Candace                            |                                                                      |
| 2013       | Frances Ha                | Nessa                              |                                                                      |
| 2017       | A Midsummer Night's Dream | Flute                              |                                                                      |
| 2022       | Luckiest Girl Alive       | Nell Rutherford                    |                                                                      |
| Televisión |                           |                                    |                                                                      |
| Año        | Título                    | Rol                                | Notas                                                                |
| 2011       | Unforgettable             | Ashley                             | Temporada 1, episodio 6                                              |
| 2012       | Southland                 | Kathy                              | Temporada 4, episodio 6                                              |
| 2012       | Harry Law                 | Phoebe Blake                       | Temporada 2, episodios 15 a 22                                       |
| 2012       | Royal Pains               | Cameron Krissy                     | Temporada 4, episodio 14                                             |
| 2013       | Shameless                 | Blake Collins                      | Temporada 3, episodio 3                                              |
| 2014       | Deadbeat                  | Alice                              | Temporada 1, episodio 5                                              |
| 2014       | Cristela                  | Maddie Culpepper                   | Temporada 1                                                          |
| 2016       | Younger                   | Jade Winslow                       | Temporada 2, episodios 4 a 6                                         |
| 2016       | BrainDead                 | Margie                             | Temporada 1, episodio 10                                             |
| 2017       | Bull                      | Ginny Bretton                      | Temporada 1, episodio 10                                             |
| 2017       | Madam Secretary           | Capitana Ronnie Baker              | Temporada 3, episodios 3, 5, 17 y 19; temporada 4, episodios 14 y 18 |
| 2017–2019  | Mr. Mercedes              | Holly Gibney                       | Elenco principal                                                     |
| 2017       | Snowfall                  | Victoria                           |                                                                      |
| 2017–2023  | The Marvelous Mrs. Maisel | Astrid                             | Elenco recurrente                                                    |
| 2018       | Alone Together            | Charlotte                          | Temporada 1, episodio 1                                              |
| 2018       | Sneaky Pete               | Hannah                             | Temporada 2, episodio 8                                              |
| 2018–2023  | Succession                | Willa                              | Elenco principal (Temporadas 3–4), recurrente (Temporadas 1–2)       |
| 2021-2022  | Home Economics            | Emily                              | Temporada 1, episodio 6; temporada 2, episodios 6 y 13               |
| 2021       | Robot Chicken             | Flight Attendant / Hedgehog Mother | Actuación de voz: Temporada 11, episodio 4                           |

Nota: El trabajo de Lupe en Cristela comenzó en el segundo episodio, ya que reemplazó a otra actriz que interpretó a Maddie en el episodio piloto.